# آلاباستر (آلاباما)
آلاباستر شهری است در ایالت آلاباما در کشور آمریکا.

## مکان
آلاباستر در موقعیت ‎ ۳۳°۱۳’ ۵۲’’ N ۸۶°۴۹’ ۲۶’’ V (‏۳۳،۲۳۱۱۶۲; ‑۸۶،۸۲۳۸۲۹‏)‎ قرار دارد.
با توجه به اطلاعات اداره آمار آمریکا مساحت آن در حدود ۵۳٫۱ کیلومترمربع است.

## مردم‌شناسی
با توجه به آمار سال ۲۰۰۰ جمعیت آن ۲۲۶۱۹ نفر، ۸۱۶۴ خانواده در آن ساکن هستند.
تعداد ۸۵۹۴ واحد خانه در هر مساحت تقریبی (۱۶۲،۱akm²) قرار دارد.۲۷،۷% درصد از خانواده‌های فرزند زیر ۱۸ سال داشتند که از این تعداد ۶۸% درصد زوج بوده و ۸،۹% درصد زنان بدون شوهر و ۲۰،۶% درصد نیز غیر خانواده بودند.
متوسط درآمد یک خانواده در حدود ۶۳،۶۸۵ دلار آمریکا است و زنان درآمد متوسط ۴۱،۶۹۰ دلار آمریکا و مردان درآمد متوسط ۳۱،۹۰۱ دلار آمریکا بدست می‌آورند.

## نگارخانه

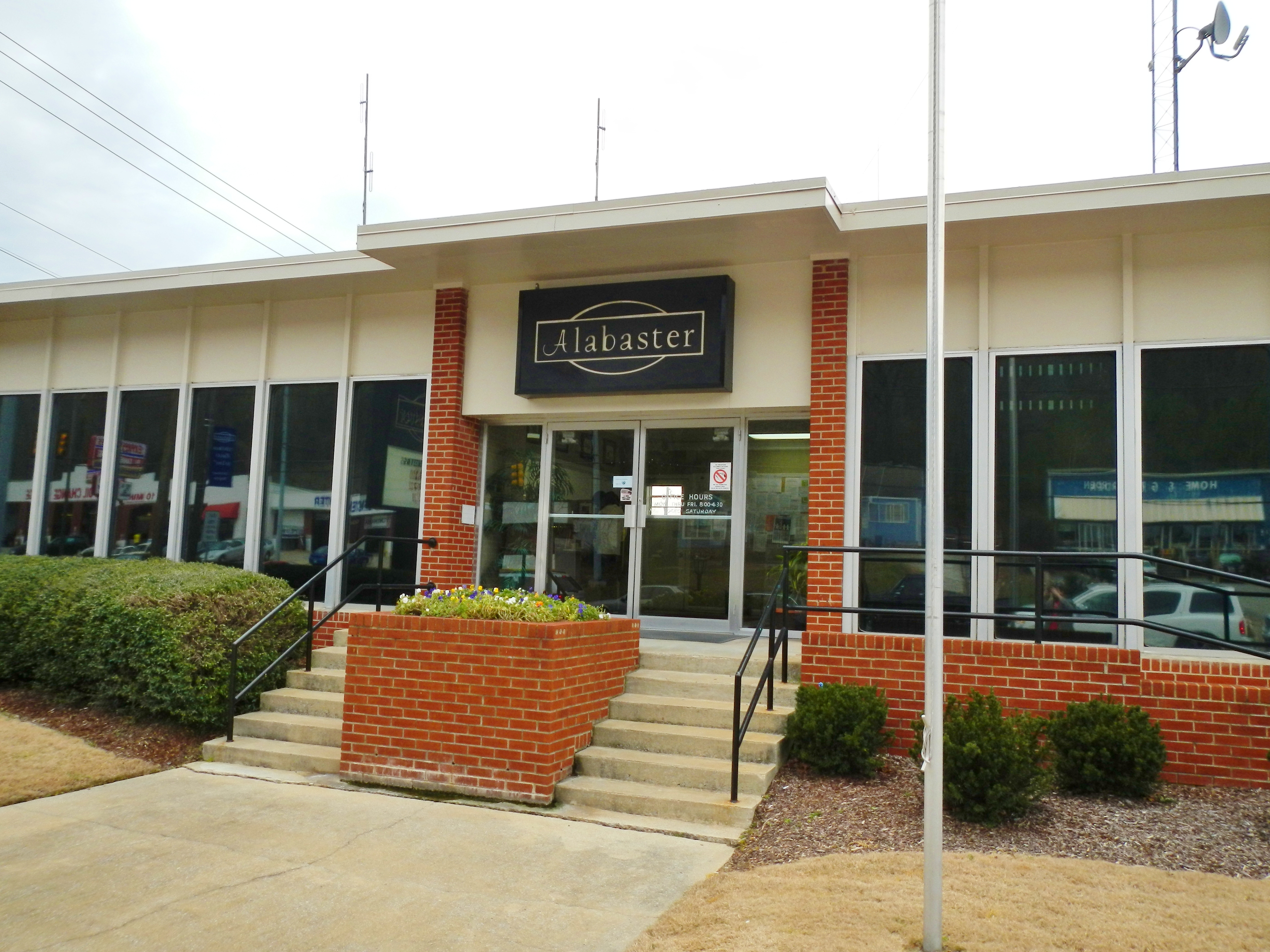
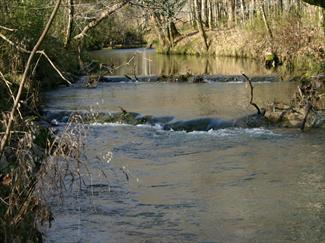